# Action in DC
Action In DC was een Nederlandse tributeband, die uitsluitend nummers speelt van AC/DC. De band probeerde zo dicht mogelijk bij het authentieke geluid van AC/DC te komen.

## Geschiedenis
Action in DC werd opgericht in 1988 en kende vele bezettingswisselingen. Onder andere Andrew Elt van Sleeze Beez maakte enige tijd deel uit van de band. De band speelde onder andere in 2003 en 2005 op Bospop, in 2006 en 2008 op Graspop en in 2009 op Paaspop. Ook trad de band meermaals op tijdens de Zwarte Cross. Op uitnodiging van het managementbureau van AC/DC ondernam de band een tour door Australië. 
Eind 2009 stopte de band. Leden van Action in DC doken later op in de AC/DC-tributebands ACinDC en High Voltage.

## Artiesten
- Mario Vermulst - zang (1988-2009)
- Vince Young - sologitaar
- Laurent Schijns - slaggitaar
- Emerald Kloosterman - slaggitaar
- Andrew Elt - slaggitaar
- Nick McGrath - basgitaar
- Lambert van der Munckhof - drums (2000 - 2009)
- Jan Laugs - drums (1995 tot 2000)
- Barend Courbois - Basgitaar
- Jan Somers - Slaggitaar
- Len Boom - sologitaar
- Pista Hajdú - slaggitaar (1988 - 1991)
- Jo Wetzels - basgitaar
- Harry Schnapka - drums

## Discografie
- See you in hell (2001)[8]
- Live in Belgium (2009)